# Дикарев, Алексей Андреевич
Алексей Андреевич Дикарев (30 марта 1928 — 17 марта 1976) — передовик советского сельского хозяйства, Бригадир экспериментального хозяйства Оренбургского научно-исследовательского института молочно-мясного скотоводства, Шарлыкский район Оренбургской области, Герой Социалистического Труда (1966).

## Биография
Родился в 1928 году в селе Никольское, ныне Шарлыкского района Оренбургской области, в семье русского крестьянина.
После окончания пяти классов Донгузской школы, в 1941 году стал работать рабочим в экспериментальном хозяйстве Оренбургского научно-исследовательского института молочно-мясного скотоводства. В 1948 году ушёл служить в Советскую Армию.
После службы, окончил обучение в горнопромышленной школе, стал работать забойщиком угольной шахты на Сахалине. В 1952 году вернулся в экспериментальное хозяйство. В 1958 году назначен бригадиром дойного гурта № 1. Полностью отдавал себя любимой работе с животными. Применял новаторские подходы в развитии животноводства.
Указом Президиума Верховного Совета СССР от 22 марта 1966 года за достигнутые успехи в развитии животноводства Алексею Андреевичу Дикареву было присвоено звание Героя Социалистического Труда с вручением ордена Ленина и медали «Серп и Молот».
Неоднократно становился членом Оренбургского райкома КПСС.
Умер 17 марта 1976 года.

## Награды
- золотая звезда «Серп и Молот» (22.03.1966)
- орден Ленина (22.03.1966)
- другие медали.